# (343157) Mindaugas
(343157) Mindaugas est un astéroïde de la ceinture principale.

## Description
(343157) Mindaugas est un astéroïde de la ceinture principale. Il fut découvert le 25 avril 2009 à Baldone par Kazimieras Černis et Ilgmārs Eglītis. Il présente une orbite caractérisée par un demi-grand axe de 3,08 UA, une excentricité de 0,18 et une inclinaison de 17,9° par rapport à l'écliptique.

## Compléments